# Nioumamakana
Nioumamakana ou Niouma Makana est une localité et une commune rurale du Mali de l'arrondissement central de Siby, dans le cercle de Siby et la région de Koulikoro.

## Géographie
La localité de Niouma Makana est située à 68 km, à l'ouest du chef-lieu de cercle Siby et à 120 km à l'ouest de la capitale Bamako. La commune est frontalière de la Guinée au sud-ouest (sous-préfecture de Niagassola).
|            | Makono        |       |
| Sirakoro   | Niouma Makana | Sobra |
| Niagassola | Balan Bakama  |       |

## Population
Le village chef-lieu communal compte 502 habitants en 2009.

## Villages et hameaux
La commune s'étend sur 10 localités relevées lors du recensement général de 2009. 
Les villages les plus peuplés sont :
- Nioumala (1 608 habitants)
- Niamou (1 235 habitants)
- Kéniéba Couta (1 223 habitants)

La commune est composée de 9 villages et de 47 hameaux. En 2023, la loi 2023-007 attribue à la commune 9 villages, fractions ou quartiers  :
- Niouma Makana
- Labata
- Momondo
- Kenieba Kouta
- Nioumala
- Kofana
- Dambala Makandiana
- Niamou
- Sorokoro

## Politique
| Période | Maire élu      | Parti politique, fonction |
| ------- | -------------- | ------------------------- |
| 2009    | Kabassan Keïta | Adéma-Pasj                |
| 2016    | Fallaye Keita  | URP/APM-Maliko            |

## Économie
Les principales activités de la population sont l’agriculture, le petit commerce et l’orpaillage traditionnel.